# Stadionul Municipal Vaslui
Stadionul Municipal este un stadion multifuncțional din Vaslui, România. Cu o capacitate de 9.240 de locuri, este folosit mai ales pentru meciuri de fotbal și este terenul de acasă al CSM Vaslui. Din 2002 și până în 2014 a fost utilizat de FC Vaslui. Sistemul de iluminare, cu o densitate de 2000 lux, a fost inaugurat în 2008.